# Good Evening Europe Tour

Good Evening Europe Tour fue una gira europea realizada por el músico británico Paul McCartney. La gira comenzó el 2 de diciembre de 2009, en el Color Line Arena en Hamburgo, Alemania, y finalizó el 22 de diciembre de 2009, en The O2 Arena en Londres.
La gira siguió a la gira veraniega de McCartney por Estados Unidos, Summer Live '09, y el álbum en vivo extraído de las 3 actuaciones en el recientemente inaugurado estadio Citi Field en Nueva York, Good Evening New York City.

## La banda

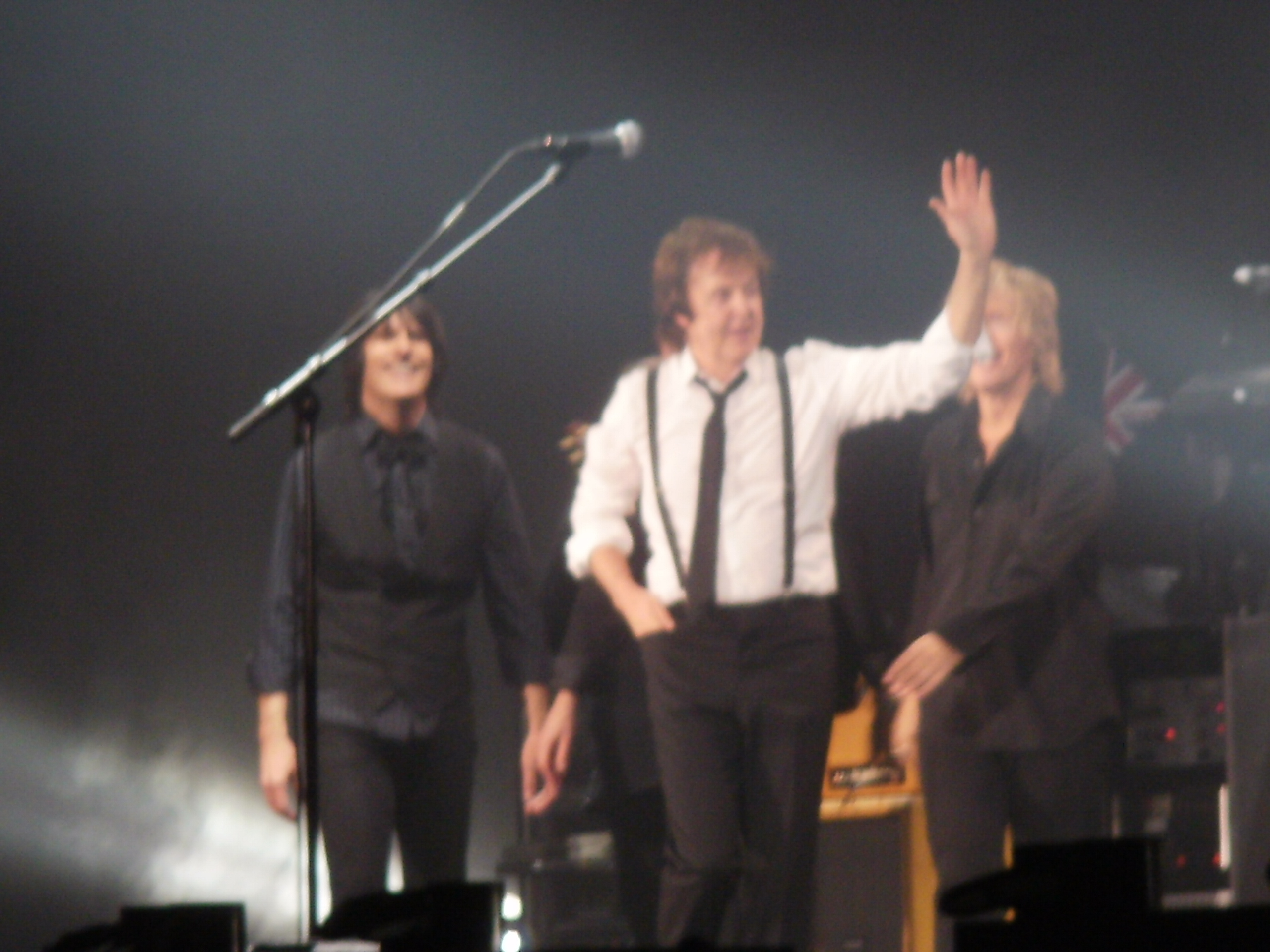
Paul durante su concierto en Dublín.

| Rusty Anderson (guitarra eléctrica, guitarra acústica, coros)                          | Paul McCartney (vocalista, bajo, guitarra eléctrica, guitarra acústica, piano, ukelele, mandolina) | Paul McCartney (vocalista, bajo, guitarra eléctrica, guitarra acústica, piano, ukelele, mandolina) | Paul McCartney (vocalista, bajo, guitarra eléctrica, guitarra acústica, piano, ukelele, mandolina) | Brian Ray (guitarra eléctrica, guitarra acústica, bajo, coros) |
| Paul "Wix" Wickens (teclados, guitarra acústica, percusión, armónica, acordeón, coros) | Paul McCartney (vocalista, bajo, guitarra eléctrica, guitarra acústica, piano, ukelele, mandolina) | Paul McCartney (vocalista, bajo, guitarra eléctrica, guitarra acústica, piano, ukelele, mandolina) | Paul McCartney (vocalista, bajo, guitarra eléctrica, guitarra acústica, piano, ukelele, mandolina) | Abe Laboriel, Jr. (batería, percusión, bajo, coros)            |

## Lista de canciones
1. "Drive My Car" o "Magical Mystery Tour"
2. "Jet"
3. "Only Mama Knows"
4. "Flaming Pie"
5. "Got to Get You into My Life"
6. "Let Me Roll It"
7. "Highway"
8. "The Long and Winding Road"
9. "(I Want to) Come Home"
10. "My Love"
11. "Blackbird"
12. "Here Today"
13. "Dance Tonight"
14. "And I Love Her"
15. "Mrs Vandebilt"
16. "Michelle"
17. "Eleanor Rigby"
18. "Band on the Run"
19. "Ob-La-Di, Ob-La-Da"
20. "Sing the Changes"
21. "Back in the U.S.S.R."
22. "Something"
23. "I've Got a Feeling"
24. "Wonderful Christmastime"
25. "Paperback Writer"
26. "A Day in the Life"/"Give Peace a Chance"
27. "Let It Be"
28. "Live and Let Die"
29. "Hey Jude"

Encore
1. "Day Tripper"
2. "Lady Madonna"
3. "Get Back"

Encore 2
1. "Yesterday"
2. "Mull Of Kintyre"
3. "Helter Skelter"
4. "Sgt. Pepper's Lonely Hearts Club Band"/"The End"

## Fechas
| Fecha                   | Ciudad   | País        | Recinto                          |
| ----------------------- | -------- | ----------- | -------------------------------- |
| Europa                  |          |             |                                  |
| 2 de diciembre de 2009  | Hamburgo | Alemania    | Colorline Arena                  |
| 3 de diciembre de 2009  | Berlín   | Alemania    | O2 World                         |
| 9 de diciembre de 2009  | Arnhem   | Holanda     | Gelredome                        |
| 10 de diciembre de 2009 | París    | Francia     | Palais Omnisports de Paris-Bercy |
| 16 de diciembre de 2009 | Cologne  | Alemania    | Köln Arena                       |
| 17 de diciembre de 2009 | Cologne  | Alemania    | Köln Arena                       |
| 20 de diciembre de 2009 | Dublín   | Irlanda     | The O2                           |
| 22 de diciembre de 2009 | Londres  | Reino Unido | The O2 Arena                     |